# Симонов, Матвей Терентьевич
Матвей Терентьевич Симонов (17 (29) ноября 1823, село Зарог, ныне Оржицкий район Полтавской области — 26 декабря 1900 (8 января 1901), Лубны) — украинский писатель и этнограф.
Учился в начальном училище в Лубнах, в духовном училище в Переяславе, затем окончил факультет словесности Киевского университета. Преподавал в Нежинской и Немировской гимназиях, затем состоял на государственной службе в Санкт-Петербурге, Пскове, Екатеринославе, Житомире. С 1873 г. директор гимназии в Лубнах, затем там же мировой судья, председатель земства.
Публиковал статьи в журналах «Русская Беседа», «Киевская старина», «Основа». В 1864 г. под псевдонимом Номис выпустил в Санкт-Петербурге сборник украинских пословиц (укр. Украiнскi приказки), составленный совместно с Афанасием Марковичем. В 1900 г. в Киеве вышел итоговый сборник рассказов, включающий и воспоминания.
Симонов был женат на Надежде Михайловне Белозерской (в первом браке Забела), сестра которой Александра Михайловна была замужем за Пантелеймоном Кулишом. Старшая дочь Симонова Надежда Матвеевна, в замужестве Кибальчич (1856—1918), публиковала прозу и мемуары под псевдонимом Наталка Полтавка. Её дочь, внучка Симонова, Надежда Константиновна Кибальчич (1878—1914) — украинская поэтесса и писательница.